# Сигурд Эйстейнссон
Сигурд Эйстейнссон (Сигурд Могучий) — второй ярл Оркнейских островов (ок. 875 — ок. 892); сын ярла Оппланна и Хедмарка Эйстейна Грохота, младший брат и преемник ярла Регнвальда Эйстейнссона.

## Биография

### Ранние годы
Главными источниками о жизни Сигурда Эйстейнссона являются «Круг Земной» и «Сага об оркнейцах». Согласно сагам, после битвы при Хаврсфьорде в 872 году король Харальд Прекрасноволосый объединил под своей верховной властью все норвежские удельные земли, создав Норвежское королевство. Многие крупные ярлы и викинги, потерпевшие поражение и лишившиеся своих владений, вынуждены были покинуть Норвегию. Они заселили Шетландские и Оркнейские острова, откуда стали совершать набеги на Шотландию, Англию и Ирландию.
При поддержке Регнвальда Эйстейнссона Харальд Прекрасноволосый покорил Шетландские и Оркнейские острова, подчинив своей власти местных викингов. В одном из сражений погиб Ивар, сын Регнвальда. В качестве компенсации Харальд отдал во владение Регнвальду Эйстейнссону вместе с титулом ярла Оркнейские и Шетландские острова. С согласия Харальда Регнвальд передал свой титул и владения младшему брату Сигурду.
«История Норвегии», написанная примерно в то же время, что и саги, но по другим источникам, подтверждает завоевание островов Регнвальдом, но опускает какие-то подробности.

### Ярл Оркнейских островов
В союзе с предводителем викингов Торстейном Рыжим ярл Сигурд Эйстейнссон значительно расширил свои владения на территории Шотландии. Союзники завоевали области Росс, Сазерленд, Кейтнесс, Морей и обложили данью половину Шотландии. За свои подвиги при завоевании Северной Шотландии Сигурд Эйстейнссон получил прозвище «Могучий».
Согласно «Саге об оркнейцах», в конце правления Сигурда против него выступил шотландский вождь Маэл Бригте. Противники договаривались биться на равных условиях: по сорок воинов с каждой стороны. Однако Сигурд нарушил уговор и привёл с собой восемьдесят викингов. В битве Сигурд Эйстейнссон одержал победу, отрубил Маэл Бригте голову и привязал её к седлу. В дороге голова болталась взад-вперед и зубы покойного до крови исцарапали ногу Сигурду. В рану попала зараза, от которой победитель скончался через несколько дней.
Оркнейский ярл был похоронен в кургане, известном как «Курган Сигурда». Могила Сигурда находится возле современного города Дорнох в графстве Сатерленд (Шотландия).
После смерти Сигурда ярлом островов стал его сын Гутторм, но он также скончался через несколько месяцев. Регнвальд Эйстейнссон назначил ярлом своего сына Халлада, но он не смог защитить свои владения от датчан, отказался от титула и с позором вернулся в Норвегию. Новым ярлом Оркнейских островов стал Турф-Эйнар Рёгнвальдссон, младший сын Регнвальда от рабыни.